# Mormyrops batesianus
Mormyrops batesianus es una especie de pez elefante eléctrico perteneciente al género Mormyrops en la familia Mormyridae presente en varias cuencas hidrográficas de África, entre ellas el río Boumba al sur de Camerún. Es nativa de Camerún; y puede alcanzar un tamaño aproximado de 28,0 cm.

## Estado de conservación
Respecto al estado de conservación, se puede indicar que de acuerdo a la IUCN, esta especie puede catalogarse en la categoría «Datos insuficientes (DD)».